# 魁北克省议会大厦

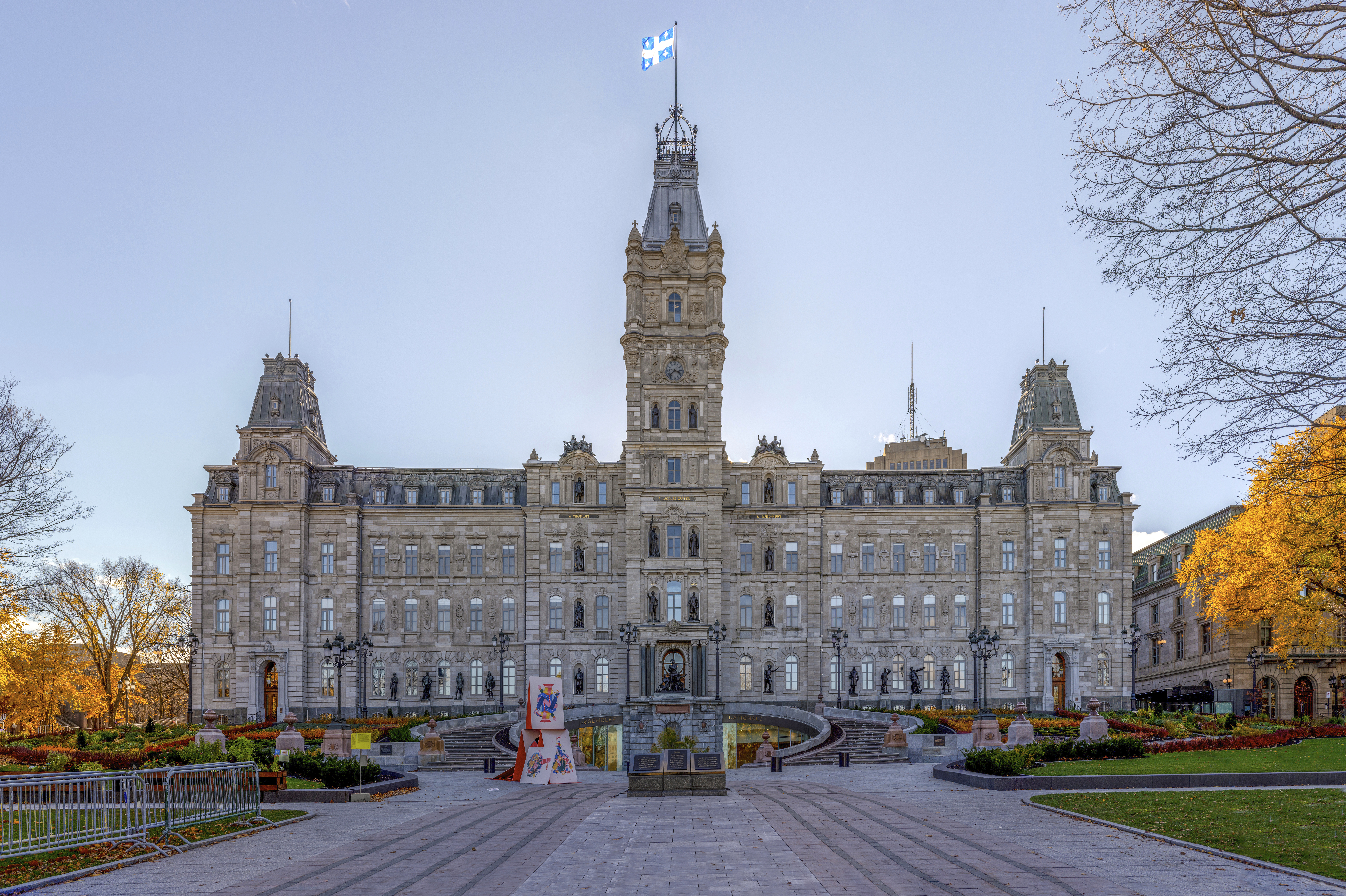
魁北克省议会大厦

魁北克省议会大厦（法语：Hôtel du Parlement）是加拿大魁北克省的议会大厦，位于魁北克市。大厦高8层，52米，由建筑师Eugène-Étienne Taché设计，建于1877年到1886年。 
魁北克省议会大厦采用第二帝国建筑风格，当时流行于维多利亚时代的欧洲（特别是这种风格的起源地法国）和美国，类似于在同一时期建造的费城市政厅。 
省议会大厦有詹姆斯·布鲁斯，第八代额尔金伯爵等22人的雕像。